# Odair Hellmann
Odair Hellmann (Salete, 22 de janeiro de 1977) é um treinador e ex-futebolista brasileiro que atuava como volante. Atualmente comanda o Athletico Paranaense.
Foi auxiliar-técnico na conquista do ouro olímpico para a Seleção Brasileira nos Jogos Olímpicos Rio 2016.

## Carreira como jogador
Odair foi revelado no Internacional. Depois de passar pela escolinha do clube, em 1991, e em todas as categorias de base, chegou ao profissional, onde atuou entre 1997 e 1998. Também atuou em clubes como Fluminense, América-RJ e Brasil de Pelotas. Também possui experiência internacional ao ter atuado no Enköpings, da Suécia, e no Eastern, de Hong Kong.
No dia 15 de janeiro de 2009, estava presente no trágico acidente de ônibus do time do Brasil de Pelotas que vitimou três pessoas. Após sobreviver, anunciou sua aposentadoria aos 32 anos.

## Carreira como treinador

### Assistente e auxiliar técnico
Chegou ao Internacional no final de 2009, tendo sido assistente técnico do time juvenil (2010 a 2011) e da equipe Sub-20 (2012). Depois virou auxiliar técnico da comissão permanente do grupo profissional em 2013, tendo trabalhado com Dunga, Abel Braga e Diego Aguirre, entre outros. Em paralelo ao Colorado, chegou a ser auxiliar de Rogério Micale na Seleção Brasileira Sub-23 durante as Olimpíadas de 2016 - na ocasião, o Brasil levou o ouro pela primeira vez na competição de futebol.

### Internacional
Em 2015, Odair treinou interinamente o Inter em duas partidas, após a demissão de Diego Aguirre. Posteriormente, treinou o time interinamente ainda em 2017, na Copa do Brasil, tendo vencido o Palmeiras por 2 a 1. Na ocasião, Antônio Carlos Zago havia sido demitido. Logo depois veio Guto Ferreira, que ficou na equipe colorada por quase seis meses. Mas ainda em novembro de 2017, Guto foi demitido e Odair assumiu interinamente outra vez para as três partidas finais do time na Série B.
Tendo apresentado um bom desempenho, com um empate e duas vitórias, sendo vice-campeão da Série B, aliado à recusa de Abel Braga, no dia 25 de novembro de 2017, Odair foi efetivado como técnico do Inter para a temporada de 2018.
Na temporada 2018, Odair liderou a reconstrução do futebol do clube na elite brasileira, terminando a Série A em 3° lugar, e assim assegurando uma vaga na Libertadores de 2019.
No dia 24 de julho de 2019, Odair atingiu a marca de 20 meses no comando do Colorado, sendo assim o técnico mais longevo do time em 40 anos, feito que não ocorria desde Rubens Minelli, treinador tri-campeão brasileiro nos anos 70.
Em 10 de outubro, após a derrota para o CSA pelo Campeonato Brasileiro, o quarto jogo seguido sem vitória, foi demitido.

### Fluminense
No dia 11 de dezembro de 2019, foi anunciado como novo técnico do Fluminense até o fim de 2020. Começou bem no Campeonato Carioca, conquistando vitórias sobre Cabofriense, Portuguesa, Bangu, Flamengo e Botafogo durante a Taça Guanabara. Foi considerado um dos melhores técnicos da competição, apenas empatando com o ex-técnico do Flamengo Jorge Jesus. Ele conquistou a Taça Rio e foi vice-campeão do Campeonato Carioca pelo clube. Apesar das eliminações da Copa Sul-Americana e Copa do Brasil, Odair fez uma boa campanha no Campeonato Brasileiro, fazendo o clube brigar na parte de cima.

### Al-Wasl
Após ser procurado pelo Al-Wasl no dia 7 de dezembro de 2020, Odair rescindiu com o Tricolor das Laranjeiras e assumiu a equipe dos Emirados Árabes.
No dia 27 de junho de 2022, Odair rescindiu o seu contrato que iria até junho de 2023. Odair chegou ao Al Wasl em dezembro de 2020 e comandou a equipe em 59 partidas, com 48% de aproveitamento (foram 22 vitórias, 19 empates e 18 derrotas).

### Santos
Em 16 de novembro de 2022, O Santos anunciou o Odair Hellmann para comandar o clube até o fim de 2023.
Em 22 de junho de 2023, Odair assinou oficialmente sua rescisão contratual em comum acordo com o Santos. Durante sua passagem, comandou a equipe em 34 jogos, sendo 11 vitórias, 11 empates e 12 derrotas.

## Títulos

### Como treinador
Fluminense
- Taça Rio: 2020[27]

### Como jogador
Remo
- Campeonato Brasileiro - Série C: 2005

Fluminense
- Campeonato Brasileiro - Série C: 1999

Internacional
- Campeonato Gaúcho: 1997

### Prêmios individuais
- Melhor Treinador do Campeonato Carioca: 2020[28]